# Ángel Fernando Mayo Antoñanzas
Ángel Fernando Mayo Antoñanzas, escritor, crítico y comentarista musical, difusor de la obra de Richard Wagner (1813-1883) por medio de artículos periodísticos, comentarios en radio, conferencias y la traducción de su obra del alemán al español. Fue así mismo quien daría a conocer al gran público en España la figura del director de orquesta alemán Hans Knappertsbusch y un gran divulgador de la cultura romántica alemana en general.

## Biografía
Nació en Madrid (España) el 12 de noviembre de 1939. Su pasión por la obra de Richard Wagner le llevó a trabajar entre bastidores del teatro dedicado en exclusiva a la obra del músico alemán. En 1962, tras acabar la carrera de Derecho, se traslada a la ciudad alemana de Bayreuth donde trabaja como tramoyista en el Festival de Bayreuth. Con anterioridad había trabajado en el Circo Price, por lo que contaba con experiencia. Asiste a Bayreuth ininterrumpidamente desde 1964 hasta 1976; luego en 1980, 1983, 1985, 1988, 1995, 2000 y 2001. Fue miembro de la Sociedad de Amigos de Bayreuth desde 1967 y de la Sociedad Hans Knappertsbusch de Múnich desde 1976.

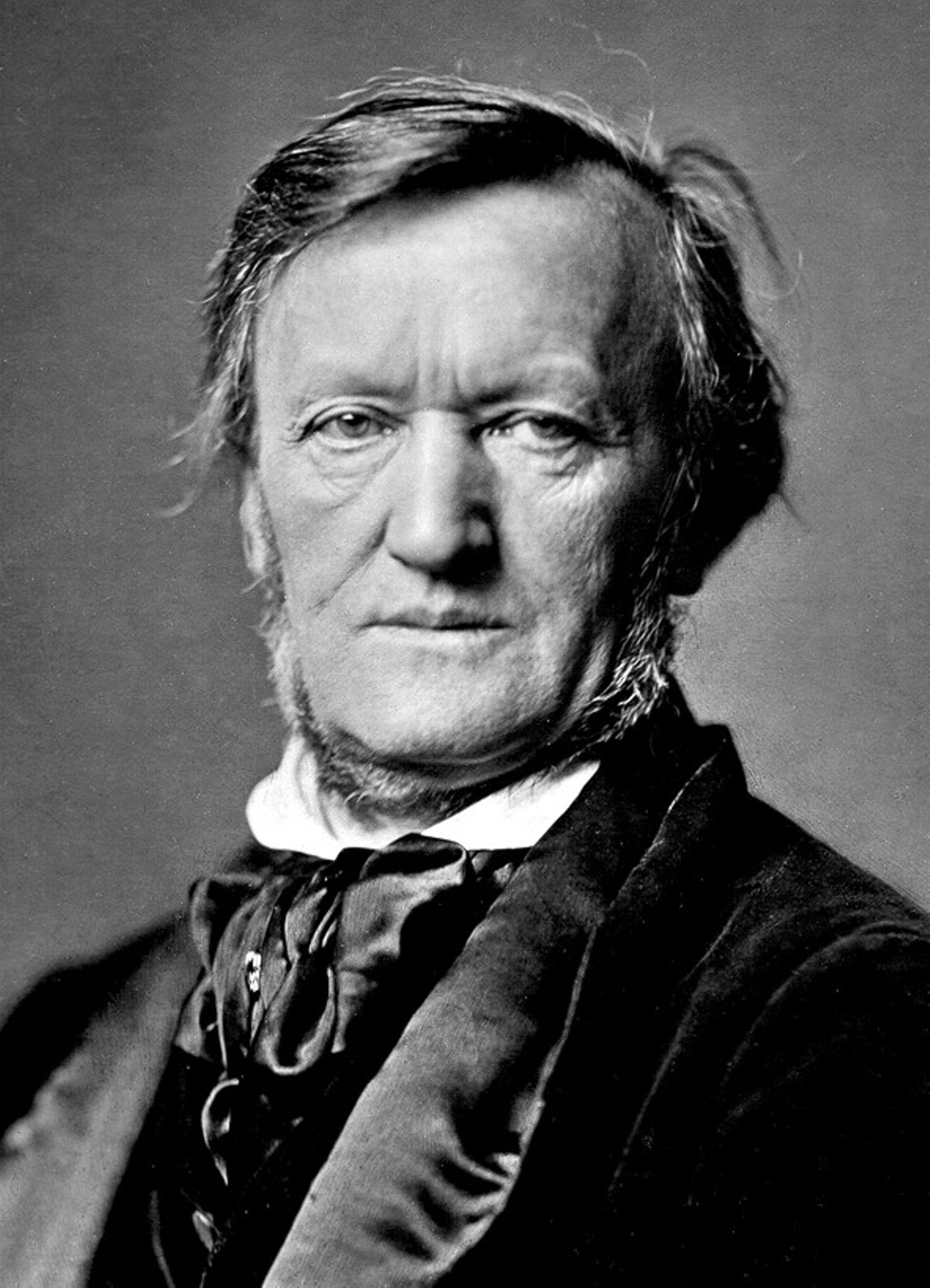
Richard Wagner.

En 1965 ingresó en el Cuerpo Superior de Administraciones Civiles del Estado por oposición libre, ejerciendo cargos de responsabilidad en los Ministerios de Trabajo, Sanidad y Administraciones Públicas, donde sería Coordinador de programas de Actuaciones con grado de Subdirector General.
En 1975 comienza a escribir en la revista musical “Ritmo” sobre Wagner. En 1976 publica en esta revista, y con motivo del centenario de la inauguración del festival wagneriano con el Anillo del Nibelungo, una serie de cinco artículos fundamentales en su prestigio como experto en Wagner, titulada “Cien años del Festival de Bayreuth”. Sería subdirector de “Ritmo” desde 1977 hasta 1981, escribiendo además artículos, especialmente reseñas discográficas, hasta principios de los años 90. Escribiría más tarde para la revista “Scherzo” y para el “Boletín mensual de novedades discográficas de DIVERDI” desde su aparición en 1992, escribiendo un total de 238 artículos para la que él denominó “Hoja parroquial”.
Fue profesor de dramaturgia wagneriana en el Instituto de Estética y Teoría de las Artes de Madrid, desde 1990 a 1993.
Sus artículos y traducciones indican una diversidad de intereses que incluyen a Beethoven, Bellini, Berlioz o Bruckner. Como director de orquesta era admirador del gran Hans Knappertsbusch o Wilhelm Furtwängler. Entre los cantantes apreciaba especialmente a Kirsten Flagstad, Martha Mödl, Astrid Varnay, Wolfgang Windgassen o Hans Hotter y entre los escenógrafos a Wieland Wagner. Fue autor así mismo de diversos programas de mano para orquestas españolas como la de RTVE, Orquesta Sinfónica de Galicia, Orquesta de Valencia, Ibermúsica, Festival de Canarias. Dictó conferencias como las 28 impartidas en la Asociación de Amigos de la Ópera de Madrid.
Falleció en Madrid, el 14 de junio de 2003, a los 63 años de edad, a causa de una encefalitis hepática, “la voz castellana de Richard Wagner”, al decir de Fernando Peregrín.

## Obra
Ángel Fernando Mayo es autor de cerca de 250 comentarios discográficos, traducciones de libretos de óperas, canciones o lieder, coros, etc., de autores diversos como Richard Wagner, Richard Strauss, Hans Pfitzner, Franz Schubert, Heinrich Marschner o Ernst Krenek.
- “Cien años del Festival de Bayreuth”, serie de 5 artículos, 1976.
- Capítulo dedicado a Wagner de la “Enciclopedia Salvat de los Grandes Compositores”, 1981.
- “Richard Wagner. Discografía recomendada. Obra completa comentada”, 1998, publicada por Ediciones Península, con una segunda edición revisada y aumentada, Barcelona, 2001, 512 pp., ISBN 84-8307-167-3.[4]
- “Rafael Ortega: el toreo puro", Ed. Umbral, 2003, 96 pp., ISBN 978-84-95457387.

### Traducciones singulares sobre Wagner
- “Richard Wagner: su vida, su obra, su siglo”, biografía de Wagner de Martin Gregor-Dellin, editado por Alianza Editorial en 1983 en dos tomos, 421 pp., ISBN 978-84-206-8509-0 y 757 pp., ISBN 978-84-206-8510-6,[5] con una segunda edición revisada, Madrid, 2001, 912 pp., ISBN 978-84-206-7897-X.[4]

### Obras de Wagner
- “Opera y Drama”, traducción, versión, epílogo, notas y bibliografía, editado por la Asociación Sevillana Amigos de la Ópera y por el Centro de Documentación de las Artes Escénicas de Andalucía, Consejería de Cultura de la Junta de Andalucía, Sevilla, 1997, 430 pp., ISBN 84-86944-53-8.[6]
- “Mi vida”, edición de Martin Gregor-Dellin, Ediciones Turner, Madrid, 1989, 784 pp., ISNM 84-7506-258-X
- “Un músico alemán en París y otros escritos (1840-1841)”, edición y traducción, Muchnik Editores, Barcelona,  2001, 224 pp., ISBN 84-7669-491-1.[4]
- Tradujo todos los libretos de las óperas de Richard Wagner, publicadas sucesivamente por algunas editoriales o conservadas en los programas de mano del Teatro Real de Madrid, el Liceo de Barcelona o el Auditorio de Valencia. Así:
  - “El anillo del Nibelungo: un festival escénico para representar en tres jornadas y un prólogo”, edición bilingüe en 4 tomos, Ediciones Turner Música, 1ª edición 1986, 2ª edición Madrid, 2003, 472 pp., ISBN 84-7506-624-0,[7] 3ª edición 2008, 472 pp., ISBN 978-84-7506-866-4.[8]
  - “El Holandés Errante”, publicada en Ediciones Daimon en 1986 y reeditada por Cátedra en 1992.
  - “Los Maestros Cantores”, en 1982.

### Otras traducciones
- “El maravilloso mundo de la música”, de Kurt Pahlen.
- “Cartas de Schoenberg”
- La biografía de Hanns Eisler, escrita por Albrecht Betz.
- “La disputa por el sargento Grischa”, de Arnold Zweig.

### Artículos y traducciones en Internet
- Archivowagner, varios artículos
- Archivowagner: “Tres sopranos dramáticas: Frida Leider, Kirsten Flagstad y Astrid Varnay”
- Diverdi: “Ariadna und Naxos”